# Parafia Ewangelicko-Metodystyczna Dobrego Pasterza w Pabianicach
Parafia Ewangelicko-Metodystyczna Dobrego Pasterza w Pabianicach – zbór metodystyczny działający w Pabianicach, należący do okręgu wschodniego Kościoła Ewangelicko-Metodystycznego w RP.
Nabożeństwa odbywają się w niedziele o godzinie 9:30.